# Avven
Avven je slovenska metalcore skupina, ustanovljena leta 2003 v Kresnicah. Izdali so dva studijska albuma, en EP in štiri single.

## Zgodovina
Avven so nastali, ker se je glavni vokal in kitarist Primož Lajovic naveličal igrati že poznane skladbe in je hotel ustvarjati svoje. S kitaristom Gašperjem Šinkovcem sta se odločila, da bosta ustanovila svojo skupino in začela pisati avtorska dela. Za začetku je bilo v skupini pet članov, prve skladbe in demo posneti pa so izšli leta 2004. Leta 2006 so Avven posneli svoj prvi album Panta Rhei z enajstimi pesmimi. Nato so imeli kratek albumski premor, ker so se posvetili predvsem turnejam po Sloveniji in Vzhodni Evropi.
Leta 2011 je bil izdan težko pričakovani novi album z naslovom Kastalija. Dva od treh singlov iz tega albuma sta bila izbrana za popevko tedna na Valu 202. To sta bila Ros in Zmaji. Takrat se je pridružil skupini tudi novi član (Anej Ivanuša), razšli pa so se z violinistko Barbaro. Po tem albumu je zopet sledilo koncertno obdobje.
Leta 2013 so izdali nov singl z naslovom Sijaj. Namen tega je bil prehod iz starega Avvena v novi Avven. Novi Avven so predstavili z albumom Eos EP v Orto baru 13.4.2017.

## Glasbeni slog
Prvotno so preigravali značilen folk metal z melodijami, besedili in inštrumenti, ki so se navezovali na ljudsko izročilo, in bili svojčas najbolj znana slovenska folk metal skupina. Po albumu Kastalija so izrazito spremenili svoj slog in začeli igrati metalcore z ostrejšimi melodijami in občasnimi nečistimi glasovi, ki se odraža na EP-ju Eos. Teme z ljudskimi in fantastičnimi motivi so zamenjala bivanjska in eksistencialistična besedila, prej večinsko slovenščino pa je nadomestila angleščina.

## Zasedba
- Uroš Rozina - bas, spremljevalni vokal (2003-danes)
- Gašper Šinkovec - kitara, spremljevalni vokal (2003-danes)
- Primož Lajovic - glavni vokal, kitara (2003-danes)
- Anej Ivanuša - gaita, flavta, piščali (2010-danes)
- Peter Dimnik - klaviature, programiranje, nečisti vokal (2011-danes)
- Klemen Krajnc - bobni (2016-danes)

## Diskografija
- Panta Rhei  2006
- Kastalija  2011
- Eos 2017 EP